# Laurier-Dorion
Circonscription électorale provinciale du Canada
Laurier-Dorion est une circonscription électorale provinciale du Québec, située dans l'arrondissement Villeray–Saint-Michel–Parc-Extension à Montréal. Elle est nommée en l'honneur de Wilfrid Laurier et Antoine-Aimé Dorion.
Il s'agit d'une circonscription urbaine composée de beaucoup de populations immigrantes (38 % en 2016), dont d'importantes communautés grecques et indiennes. 49,4 % des résidents ont le français comme langue maternelle.
Cette circonscription est relativement pauvre mais montre une amélioration des indicateurs économiques depuis 2011. En 2016, le taux de chômage y était de 9,6 % (2011 : 11,4 %) et le pourcentage de personnes vivant sous le seuil de faible revenu, 27,7 % (2011 : 32,6 %) ,.

## Historique

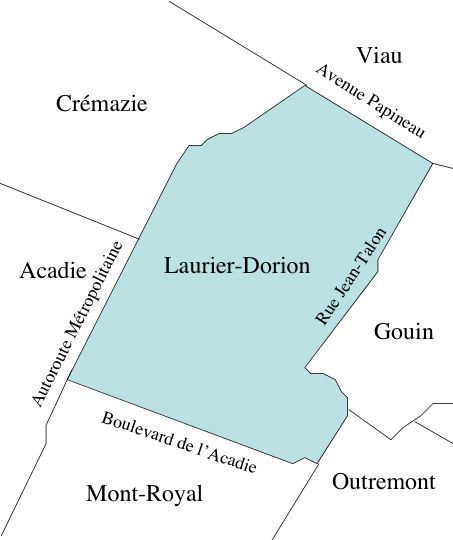
La circonscription de Laurier-Dorion de 2001 à 2017.

La circonscription de Laurier-Dorion a été créée en 1992 par la fusion d'une partie de Laurier (24 365 électeurs) et d'une partie de Dorion (19 248 électeurs). Lors des réformes de la carte électorale de 2001, 2011, et 2017, la circonscription est restée identique. 

## Territoire et limites
La circonscription de Laurier-Dorion est située dans la ville de Montréal. Elle comprend la partie de l'arrondissement Villeray–Saint-Michel–Parc-Extension située au sud-ouest de l'avenue Papineau. Ses limites sud-ouest, nord-ouest et sud-est sont donc les mêmes que celle de l'arrondissement, soit respectivement : le boulevard de l'Acadie, l'Autoroute métropolitaine et la rue Jean-Talon prolongée par le chemin de fer.

## Liste des députés
| Législature                                   | Années       | Député | Député            | Parti            |
| --------------------------------------------- | ------------ | ------ | ----------------- | ---------------- |
| Laurier-Dorion Créée depuis Dorion et Laurier |              |        |                   |                  |
| 35e                                           | 1994–1998    |        | Christos Sirros   | Libéral          |
| 36e                                           | 1998–2003    |        | Christos Sirros   | Libéral          |
| 37e                                           | 2003–2004    |        | Christos Sirros   | Libéral          |
| 37e                                           | 2004–2007    |        | Elsie Lefebvre    | Parti québécois  |
| 38e                                           | 2007–2008    |        | Gerry Sklavounos  | Libéral          |
| 39e                                           | 2008–2012    |        | Gerry Sklavounos  | Libéral          |
| 40e                                           | 2012–2014    |        | Gerry Sklavounos  | Libéral          |
| 41e                                           | 2014–2016    |        | Gerry Sklavounos  | Libéral          |
| 41e                                           | 2016–2018    |        | Gerry Sklavounos  | Indépendant      |
| 42e                                           | 2018–2022    |        | Andrés Fontecilla | Québec solidaire |
| 43e                                           | 2022–présent |        | Andrés Fontecilla | Québec solidaire |

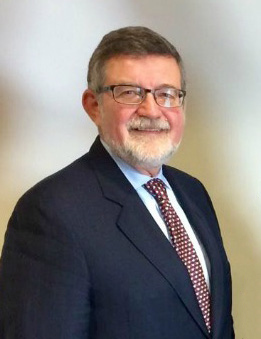
Christos Sirros est député de Laurier-Dorion de 1994 à 2004 pour le Parti Libéral.
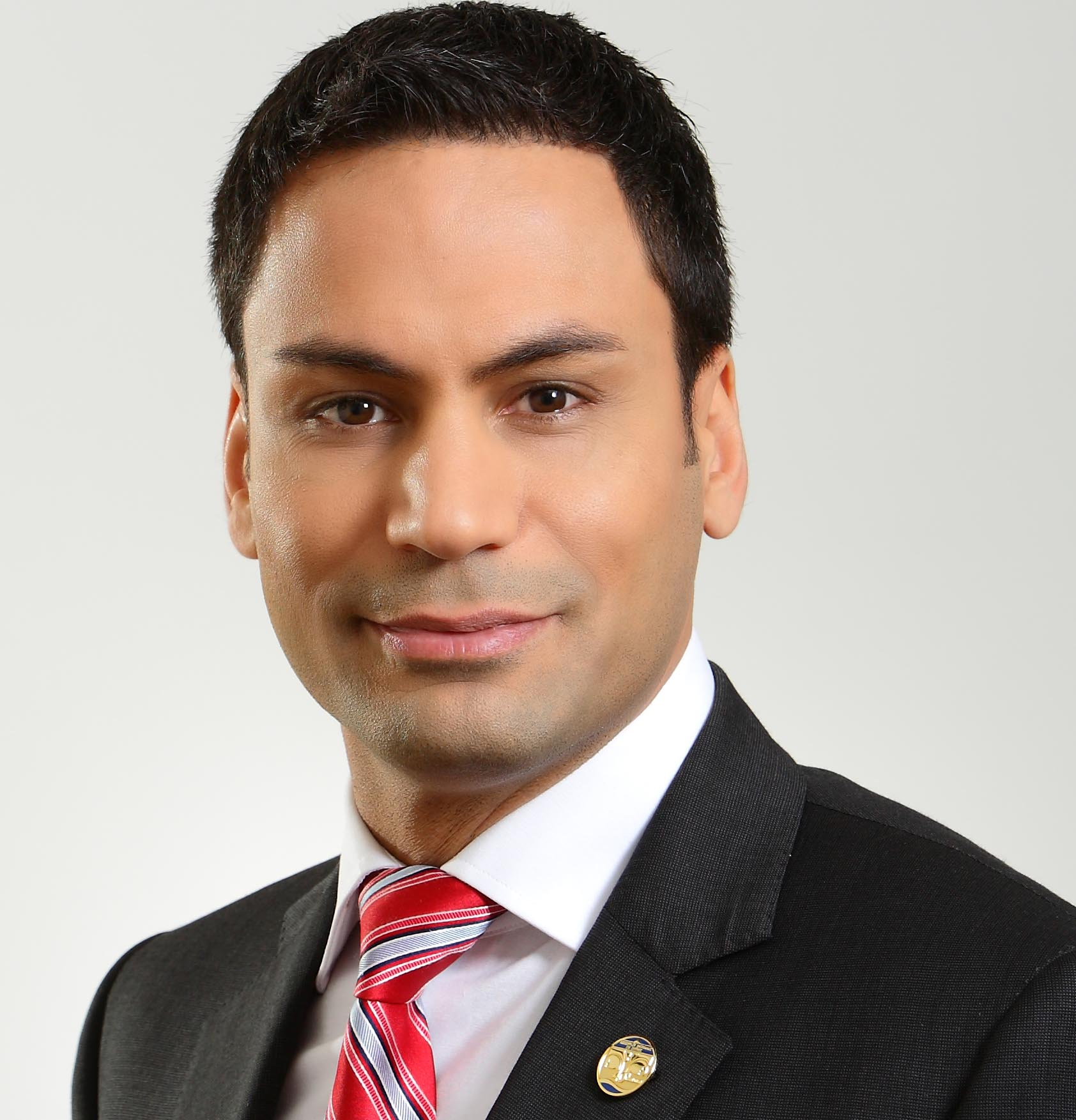
Gerry Sklavounos est député de Laurier-Dorion de 2007 à 2018.
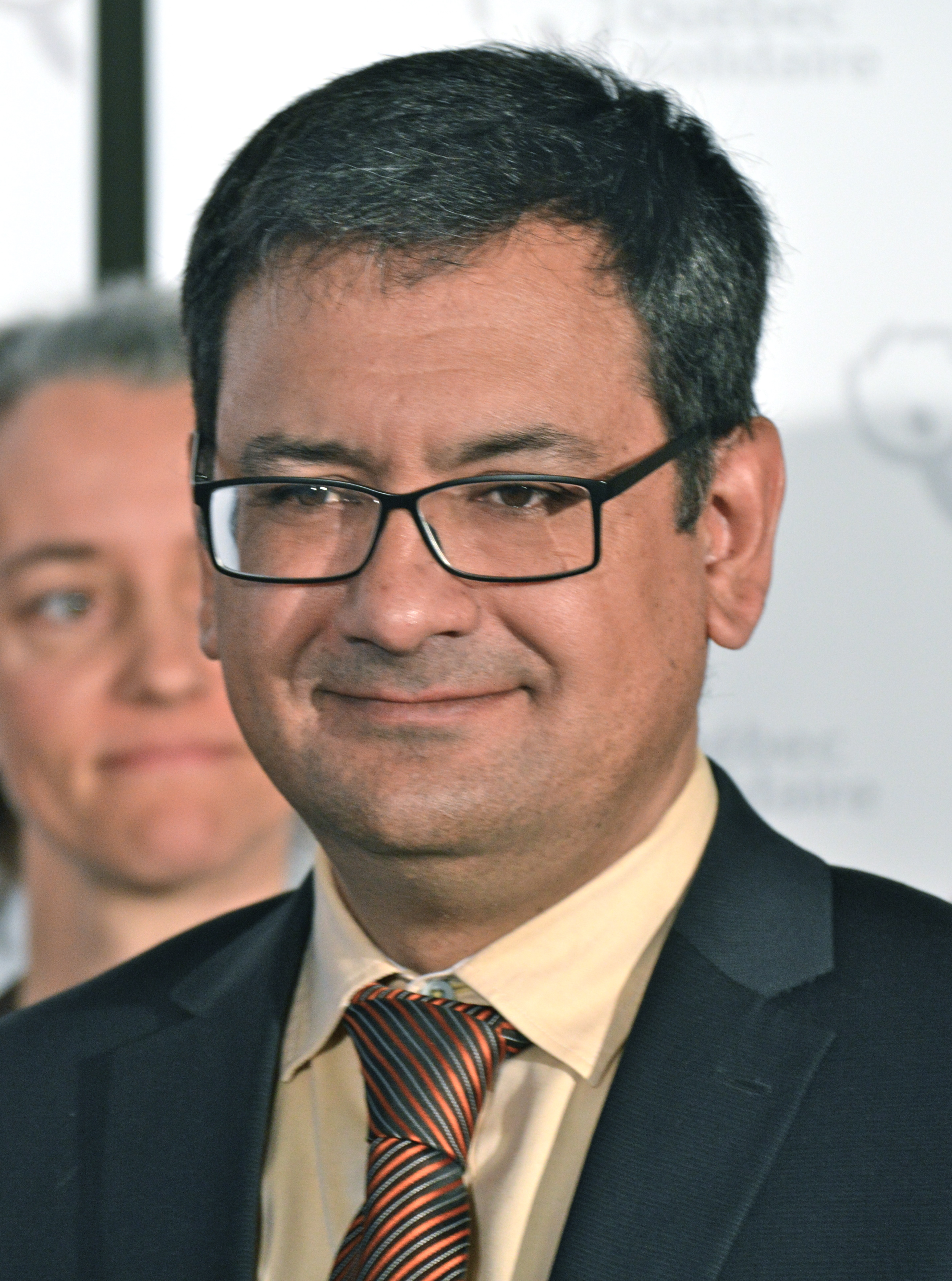
Andrés Fontecilla est député de Laurier-Dorion depuis 2018 pour Québec solidaire.

## Résultats électoraux
Longtemps considéré comme un château fort libéral, Laurier-Dorion est passé aux mains du Parti québécois en 2004. Lors d'une élection partielle à la suite de la démission de Christos Sirros, Elsie Lefebvre gagne par 483 voix. La désaffection du PLQ par les électeurs d'origine grecque de la circonscription, déçus par la mise à l'écart du conseil des ministres de Sirros, auraient boudé les urnes, permettant au PQ de gagner l'élection par une courte majorité.
Lors des élections générales suivantes en 2007, le candidat libéral Gerry Sklavounos gagne les élections, de même qu'aux trois élections générales suivantes. Après son retrait de la vie politique, suivant son expulsion du Parti libéral à la suite d'allégations d'agressions sexuelles,, il est remplacé comme candidat libéral par son directeur de cabinet George Tsantrizos pour les élections de 2018. 
En 2018, le PLQ subit une défaite marquée dans Laurier-Dorion, le candidat de Québec solidaire Andrés Fontecilla récoltant plus de 47 % des votes, contre moins de 30 % pour le PLQ. Le Parti québécois connaît quant à lui son pire résultat dans la circonscription, arrivent en quatrième place, avec moins de 8 % des votes, derrière le candidat de la Coalition avenir Québec.
| Évolution des résultats pour les principaux partis                                                                          |
| |
| - Parti libéral - Parti québécois - Action démocratique (ancien) - Québec solidaire - Coalition avenir - Parti conservateur |

## Référendums
|  | Référendum         | % du OUI | % du NON | Taux de participation |
|  | Référendum de 1995 | 37,22 %  | 62,78 %  | 94 %                  |